# カノ年代記
カノ年代記(Kano Chronicle)は、13世紀から19世紀にかけてのハウサ諸王国の歴史を書いた記録。ハウサ七国のうちのひとつ・カノ王国を中心に、ハウサ諸王国の歴史がアラビア語で書かれている。
カノ年代記は19世紀末ごろに編まれたと考えられている。19世紀初頭のフラニ帝国の征服によりハウサ諸王国の古記録は消失しており、この年代記はハウサ諸王国の歴史を伝える唯一の史料となっている。
カノ年代記は1928年に、H. R.パーマーによって英訳され、西欧に知られることとなった。